# Anicura

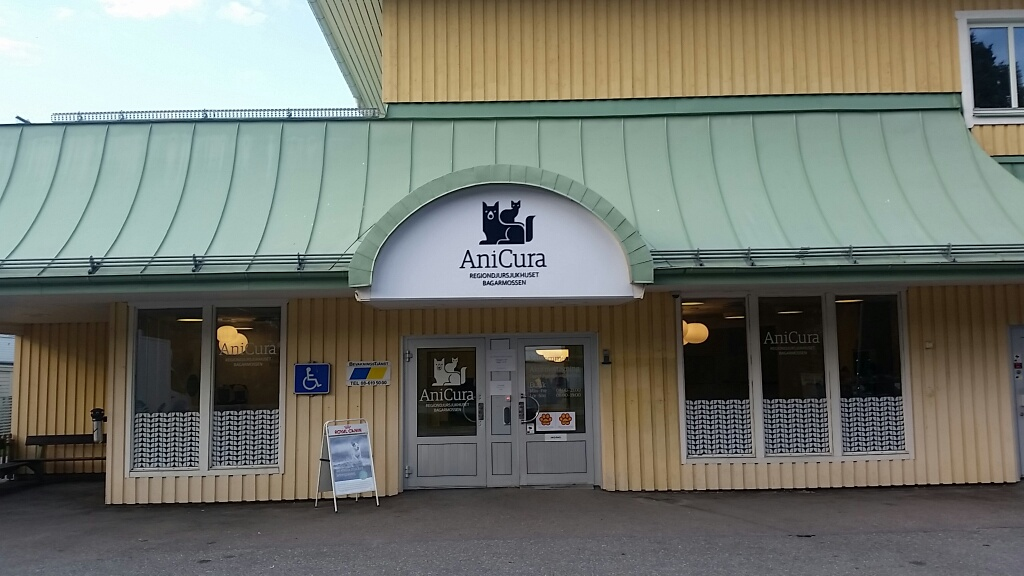
Anicura Regionaltierkrankenhaus im Stockholmer Stadtteil Bagarmossen

AniCura ist ein europäischer Anbieter für die tierärztliche Versorgung von Haustieren. Die ursprünglich schwedische Unternehmensgruppe wurde im November 2018 von Mars übernommen. AniCura betreibt Tierkliniken, Tierarztpraxen und tiermedizinische Zentren in Schweden, Norwegen, Dänemark, Deutschland, Österreich, der Schweiz, Italien, Frankreich, Spanien, Belgien, Portugal, Andorra und den Niederlanden. AniCura besteht aus mehr als 400 Einrichtungen mit einem jährlichen Patientenaufkommen von über 3 Millionen Haustieren, vorwiegend Hunde und Katzen.
Für AniCura arbeiten etwa 9500 Mitarbeiter. Dazu gehören über 3500 Tierärzte. Das Unternehmen hat einen jährlichen Umsatz in Höhe von etwa 5,5 Milliarden Schwedische Kronen. Der Firmensitz liegt in Danderyd, Schweden.

## Geschäftsmodell
Die meisten AniCura-Einrichtungen bieten eine spezialisierte tierärztliche Versorgung an. Dies umfasst Fachgebiete wie etwa Innere Medizin, Chirurgie, Orthopädie, Ophthalmologie, Neurologie, Zahnheilkunde und Dermatologie.
AniCura expandiert im Wesentlichen über den Aufkauf bereits etablierter Tierkliniken, die als relativ selbstständige Einheiten im Unternehmensverband weitergeführt werden.
2015 wurde der AniCura-Forschungsfonds mit der Zielsetzung gegründet, klinische Forschung innerhalb des Unternehmens zu ermöglichen und zu fördern.

## Geschichte
2011 wurde AniCura, damals unter dem Namen Djursjukhusgruppen, als erster Zusammenschluss von Tierkliniken und Tierarztpraxen in Nordeuropa etabliert. 2011 baute AniCura die Präsenz in Schweden auf. Es folgten 2012 Norwegen, 2013 Dänemark, 2015 Deutschland, Österreich und die Niederlande, 2016 die Schweiz,  2018 folgten Italien, Frankreich und Spanien und 2020 Belgien.